# Januszówka (powiat łęczyński)
Januszówka – wieś w Polsce położona w województwie lubelskim, w powiecie łęczyńskim, w gminie Spiczyn.
W Jauszówce jest szkoła podstawowa im. Bolesława Prusa.
W latach 1975–1998 miejscowość należała administracyjnie do województwa lubelskiego.
Wieś stanowi sołectwo gminy Spiczyn. Według Narodowego Spisu Powszechnego z roku 2011 wieś liczyła 158 mieszkańców.
Wierni Kościoła rzymskokatolickiego należą do parafii św. Anny w Kijanach.

## Historia
Januszówka została założona w latach osiemdziesiątych XIX wieku na terenie wydzielonym z dóbr Kijany stąd ówczesna nazwa Kijany Bliższe.

## Instytucje
- Szkoła Podstawowa im. B. Prusa
- Ochotnicza Straż Pożarna w Januszówce OSP